# Audioslave (álbum)
Audioslave es el título del álbum debut de estudio homónimo grabado por el supergrupo estadounidense de rock alternativo Audioslave, Fue lanzado al mercado por las empresas discográficas Epic Records e Interscope Records el 18 de noviembre de 2002 en el Reino Unido y un día después en los Estados Unidos. La música desplegada en la grabación guarda un parecido característico con la de Rage Against the Machine (grupo en el que estaban tres de los cuatro miembros de Audioslave), mezclado con la característica voz de Chris Cornell, exvocalista de Soundgarden.

## Generalidades
Del álbum se extrajeron los sencillos "Cochise", "Like a Stone", "Show Me How to Live", "I Am the Highway" y "What You Are",. Vendió más de tres millones de copias en los Estados Unidos, lo que le valió la certificación de triple disco de platino. El sencillo "Like a Stone" fue nominado a los premios Grammy de 2004 en la categoría de "Mejor Interpretación de Hard Rock".
Este álbum fue muy criticado por varios críticos de música, al ser nombrado como un álbum que se separa de sus raíces, al no ser una buena combinación las dos bandas de la que proviene. Además fue acusado de soso, monótono, sin el poder de los discos más famosos de Soundgarden y Rage Against the Machine. Aun así, es valorado por otra parte de la crítica como un álbum producto de una mezcla muy peculiar en el mundo de la música, llegando a ser un álbum enérgico y atractivo para el oyente.
El diseño de la portada del álbum fue llevado a cabo por el diseñador gráfico británico Storm Thorgerson. La fotografía de la portada fue tomada en el "Volcán del Cuervo" en la isla canaria de Lanzarote.

## Lista de canciones
Toda la música compuesta por Audioslave, todas las letras escritas por Chris Cornell.
1. "Cochise" – 3:42
2. "Show Me How to Live" – 4:37
3. "Gasoline" – 4:40
4. "What You Are" – 4:09
5. "Like a Stone" – 4:54
6. "Set It Off" – 4:23
7. "Shadow On the Sun" – 5:43
8. "I Am the Highway" – 5:35
9. "Exploder" – 3:26
10. "Hypnotize" – 3:27
11. "Bring Em Back Alive" – 5:29
12. "Light My Way" – 5:03
13. "Getaway Car" – 4:59
14. "The Last Remaining Light" – 5:17

## Posición en Listas
| Lista                   | Posición |
| ----------------------- | -------- |
| UK Albums Chart         | 19       |
| Billboard 200           | 7        |
| Listas de Australia     | 8        |
| Listas de Francia       | 51       |
| Listas de Suiza         | 34       |
| Listas de Suecia        | 14       |
| Listas de Noruega       | 5        |
| Listas de Finlandia     | 28       |
| Listas de Austria       | 53       |
| Listas de Dinamarca     | 37       |
| Listas de Holanda       | 30       |
| Listas de Nueva Zelanda | 7        |